# Devil May Care
Devil May Care (перевидавався як Lullaby of the Leaves) — дебютний студійний альбом американської джазової співачки Тері Торнтон, випущений у 1961 році лейблом Riverside.

## Опис
Це перший з трьох альбомів, який Тері Торнтон записала у 1960-х роках. Серед музикантів, що акомпанують співачці, трубач Кларк Террі, тромбоніст Брітт Вудмен, саксофоністи Ерл Воррен та Селдон Пауелл. Ритм-секція включає гітариста Фредді Гріна (який грає половину композицій альбому, на іншій — Сем Герман), піаніста Вінтона Келлі, басиста Сем Джонса і ударника Джиммі Кобба. Диригування та аранжування здійснив Норман Сіммонс.

## Список композицій
1. «Lullaby of the Leaves» (Джо Янг, Берніс Петкере) — 2:45
2. «Devil May Care» (Боб Дораф) — 2:44
3. «Detour Ahead» (Лу Картер, Герб Елліс, Джонні Фріго) — 3:09
4. «The Song Is You» (Оскар Геммерстайн ІІ, Джером Керн) — 2:29
5. «My Old Flame» (Сем Кослоу, Артур Джонстон) — 3:27
6. «What's Your Story, Morning Glory» (Джек Лоуренс, Пол Френсіс Вебстер, Мері Лу Вільямс) — 3:44
7. «Dancing in the Dark» (Говард Дітц, Артур Шварц) — 2:28
8. «Left Alone» (Біллі Холідей, Мел Волдрон) — 3:25
9. «Blue Champagne» (Джим Ітон, Грейді Воттс, Френк Л. Раєрсон) — 3:08
10. «I Feel a Song Comin' On» (Дороті Філдс, Джиммі Макгаф, Джордж Оппенгеймер) — 2:39
11. «What's New?» (Джонні Берк, Боб Хаггарт) — 4:08
12. «Blue Skies» (Ірвінг Берлін) — 2:33

## Учасники запису
- Тері Торнтон — вокал
- Кларк Террі — флюгельгорн, труба
- Брітт Вудмен — тромбон
- Ерл Воррен — альт-саксофон
- Селдон Пауелл — тенор-саксофон
- Фредді Грін (1, 3, 5, 7, 9, 12), Сем Герман (2, 4, 6, 8, 10, 11) — гітара
- Вінтон Келлі — фортепіано
- Сем Джонс — контрабас
- Джиммі Кобб — ударні
- Норман Сіммонс — аранжування, диригування

Технічний персонал
- Оррін Кіпньюз — продюсер, текст
- Рей Фаулер — інженер
- Джек Меттьюз — мастеринг
- Лоуренс Н. Шустак — фотографія
- Кен Дірдофф — обкладинка, дизайн